# Carmel-by-the-Sea
För flera orter med samma namn, se Carmel.
Carmel (med betoning på andra stavelsen) eller egentligen Carmel-by-the-Sea är en liten stad där många artister bott och bor. 
Den ligger på Montereyhalvön i Monterey County i Kalifornien. År 1906 fanns i tidningen San Francisco Call en hel sida som bestod av en lista med de artister, poeter och författare som bodde i Carmel. År 1910 rapporterade samma tidning att 60 procent av husen i Carmel hade byggts av personer som hade konstnärliga yrken. I stadens tidiga historia dominerades stadsfullmäktige av artister och staden har haft flera borgmästare som varit poeter eller skådespelare, till exempel Herbert Heron, som grundade Forest Theater och Clint Eastwood. År 2007 hade staden 3 928 invånare. Vilhelm Moberg bodde i staden under en tid på 1950-talet, när han färdigställde arbetet med Utvandrarna.